# 난산
난산(難產, 영어: obstructed labor 또는 labor dystocia)은 자궁이 정상 수축함에도 태아가 분만 중에 물리적인 차단으로 인해 골반을 빠져나오지 못하는 상황을 말한다. 태아의 합병증에는 사망에 이를 수 있는 출산 중 태아 질식이 포함된다. 감염, 자궁파열, 분만 후 출혈 등 산모의 위험을 증가시킨다. 산모의 장기간 합병증에는 산과 누공(obstetric fistula)이 포함된다.

## 병인
난산의 주된 병인으로는 크기가 크거나 비정상 위치에 놓인 태아, 작은 골반, 산도 문제가 포함된다.

## 진단
난산은 건강 검사를 통해 진단할 수 있다.

## 치료
난산의 치료에는 잠재적인 치골결합절개와 더불어 제왕 절개가 필요할 수 있다. 이 밖의 방법으로, 양막낭이 18시간 이상 파열된 상태인 경우 항생물질의 투여를 지속할 수 있다.